# Pere Pons
Pere Pons Riera (San Martivell, Gerona, 20 de febrero de 1993) es un futbolista español que juega de centrocampista y forma parte de la plantilla del AEK Larnaca de la Primera División de Chipre.

## Trayectoria
Su carrera deportiva comenzó en la cantera del Girona F. C., en 2012 alternando partidos del filial con el primer equipo.
Debutó el 12 de septiembre de 2012 en la segunda eliminatoria de la Copa del Rey, en la que se enfrentaban al Real Sporting de Gijón. Entró en el minuto 59 sustituyendo a Joseba Garmendia, perdiendo su primer partido como profesional, por victoria local de 2 - 0.
En enero de 2014 fue cedido a la U. E. Oloto hasta final de temporada, para que fuera cogiendo experiencia y minutos de juego.
Volviendo al primer equipo gerundense, cogió las riendas del centro del campo, llegando a ser titular indiscutible y uno de los pilares del equipo, que le llevaron a realizar las tres mejores temporadas seguidas del club catalán, llegando así, al ascenso a Primera División el 4 de junio de 2017.[cita requerida]
En 2019 fichó por el Deportivo Alavés. Estuvo tres años en el club en los que jugó 82 partidos, marchándose en junio de 2022 una vez expiró su contrato.
El 31 de agosto de 2022 firmó por el AEK Larnaca chipriota por dos años. Debutó el 8 de septiembre en un partido de la Liga Europa de la UEFA, siendo este su primer encuentro en una competición internacional. En esas dos campañas disputó ochenta encuentros, en los que marcó ocho goles, y en agosto de 2024 llegó a un acuerdo para renovar otras dos temporadas. En la primera de ellas, ayudó al equipo a ganar la Copa de Chipre.

## Palmarés

### Títulos nacionales
| Título         | Club        | País   | Año  |
| -------------- | ----------- | ------ | ---- |
| Copa de Chipre | AEK Larnaca | Chipre | 2025 |